# Felip-Juli Rodríguez i Piñel
Felip-Juli Rodríguez i Piñel (Xinzo de Limia, Ourense, 23 de gener de 1954) és un sacerdot d'origen gallec, rector del Seminari Conciliar de Barcelona i canonge de la Catedral de Barcelona.
Fou ordenat prevere el 19 de juny de 1983 a la parròquia de la Mare de Déu de Montserrat, al barri barceloní del Guinardó, on va iniciar el seu ministeri parroquial. Ha estat rector de les parròquies de Sant Isidre, a l'Hospitalet de Llobregat, i de Sant Pere i de la Mare de Déu del Pilar, al Masnou. Va ser nomenat delegat diocesà per al Catecumenat l'any 2002. L'any 2013 s'encarregà, com a rector, de la parròquia de Santa Eulàlia de Vilapicina, a la ciutat de Barcelona. El 3 de setembre de 2018 va ser nomenat rector del Seminari Conciliar de Barcelona i del Seminari Menor de Barcelona. També és el director del Servei Diocesà per al Catecumenat. El gener del 2019 fou nomenat canonge de la Catedral de Barcelona pel cardenal Juan José Omella.